# Paruszowiec-Piaski
Paruszowiec-Piaski – dzielnica Rybnika położona w kierunku północno-wschodnim od centrum miasta przy drodze wojewódzkiej nr 925. Składa się z dawnych jednostek osadniczych (a obecnie części miasta): większych Paruszowiec i Piaski, oraz mniejszego Zastawu.

## Nazwa
Nazwy jednostek osadniczych mają swoje historyczne źródła. Paruszowiec wywodzi się prawdopodobnie od imienia Parus, Piaski wskazują na rodzaj tamtejszej gleby, zaś „Zastaw” – nie będący wymieniony w nazwie dzielnicy – zlokalizowany jest za stawem i rzeką Rudą.
W alfabetycznym spisie miejscowości na terenie Śląska wydanym w 1830 roku we Wrocławiu przez Johanna Knie obecna dzielnica występuje jako kolonia pod polską nazwą Paruschowiec oraz nazwą zgermanizowaną Paruschowitz.

## Historia
Zanim w wyniku procesów urbanizacyjnych Paruszowiec został częścią miasta Rybnik, był osobną wsią.
W 1753 roku, w odpowiedzi na rosnące zapotrzebowanie na wyroby hutnicze dla rodzącej się nowoczesnej gospodarki przemysłowej i rolnictwa, a przede wszystkim dla celów zbrojeniowych (materiałów do produkcji elementów broni palnej, luf armatnich, amunicji, broni białej i oporządzenia wojskowego) w Paruszowcu uruchomiono hutę, występującą następnie pod nazwą „Eliza”. Od 1800 r. zarządzał nią doświadczony radca hutniczy (niem. Hüttenrat) Ephraim Ludwig Gottfried Abt (1752-1819), związany uprzednio z hutami w Ozimku i Gliwicach. Po II wojnie światowej występowała jako Huta Silesia.
W trakcie III powstania śląskiego przez ponad 24 godziny prowadzono walkę o opanowanie Paruszowca, na terenie którego znajdowały się liczne zakłady przemysłowe. Po stronie powstańców poległo sześciu ludzi (Antoni Patron lat 21, Emanuel Szymura lat 22, Piotr Nolepa lat 23, Franciszek Szewczyk lat 24, Wilhelm Pustelny lat 21 oraz Józef Masłowski lat 24), poważniejsze rany odniosło 15 żołnierzy. Po stronie samoobrony niemieckiej było 18 zabitych, wielu odniosło rany lub dostało się do niewoli.
W 1990 r. w miejscu nowo wybudowanego kościoła na Paruszowcu erygowano Parafię św. Jana Sarkandra. Pierwszym proboszczem parafii został ks. Henryk Groborz (zmarł 28 stycznia 2000 roku), który doprowadził do budowy kościoła. 28 października 1998 roku nową świątynię poświęcił abp Damian Zimoń.

## Demografia
W połowie XIX wieku w miejscowości większość stanowiła ludność polska. Topograficzny opis Górnego Śląska z 1865 roku notuje Paruszowiec już jako część Rybnika we fragmencie: „zur Stadt Rybnik gehoren, enthalt in dem nach Ellguth gehorigen Theile 36 Haushaltungen mit 281 Seelen, von denen 217 nur polnisch sprechen”, czyli w tłumaczeniu na język polski: „należy do miasta Rybnik, w części Ellguth zawiera 36 gospodarstw domowych liczących 281 dusz, z których 217 mówi tylko po polsku (...)”.
Obecnie liczba mieszkańców wynosi ok. 4428 (Stan na 30 czerwca 2021 r.).

## Gospodarka
W dzielnicy, przy ulicy Przemysłowej, znajdują się pozostałości Huty Silesia Tereny te zostały rekultywowane i są wykorzystywane przez nowe firmy. Największymi firmami produkcyjni są: Rettig Heating, Purmo, Tenneco Automotive Walker.

### Spór o budowę kopalni Paruszowiec
W lipcu 2016 r. spółka Bapro poinformowała, że na terenie Rybnika planowana jest realizacja projektu inwestycyjnego, zakładającego połączenie w jednej lokalizacji wydobycia węgla, produkcji energii elektrycznej i cieplnej w oparciu o efektywną technologię i wysokojakościowe paliwo węglowe. Zgodnie z założeniami eksploatacja złoża węgla „Paruszowiec” miała być prowadzona w głównej mierze na terenach niezurbanizowanych, w minimalnym stopniu miała dotyczyć zamieszkałych dzielnic Paruszowiec-Piaski, Rybnik-Północ i Wielopole. Koncepcja zakładała rozpoczęcie budowy w trzecim kwartale 2017 roku i zakończenie wartej 8 miliardów złotych inwestycji w 2022 roku.
Pomimo wstępnego zainteresowania planami inwestycyjnymi firmy Bapro, wraz z rosnącym niezadowoleniem mieszkańców centralnych dzielnic Rybnika, w listopadzie 2016 r. rybniccy radni z inicjatywy prezydenta miasta Piotra Kuczery podjęli uchwałę, w której wyrazili swój sprzeciw wobec planów eksploatacji złoża „Paruszowiec”. Sprzeciw ten został wyrażony, po liście otwartym wystosowanym do Prezydenta Miasta Rybnika, w którym swój niepokój wyrazili mieszkańcy dzielnic: Paruszowiec-Piaski, Północ, Wielopole, Kamień, Golejów i Rybnicka Kuźnia.
Przez następne kilka lat narastał spór pomiędzy władzami Rybnikami a firmą Bapro, którego apogeum przypadło na lata 2020–2021. W kwietniu 2020 roku Rada Miasta Rybnika przyjęła uchwałę zmieniająca plan zagospodarowania przestrzennego dla rejonu ulicy Golejowskiej tak, aby uniemożliwić powstanie kopalni w tym miejscu. W odpowiedzi wojewoda śląski Jarosław Wieczorek stwierdził nieważność uchwały, co zostało zaskarżone przez władze miasta Rybnika. W styczniu 2021 roku Wojewódzki Sąd Administracyjny w Gliwicach uchylił decyzję wojewody. 14 września 2021 r. Naczelny Sąd Administracyjny oddalił skargę kasacyjną z kwietnia 2021 r., wniesioną przez wojewodę śląskiego, stwierdzając, że uchwała rybnickich radnych jest ważna.
Potwierdzenie na drodze sądowej ważności uchwały z kwietnia 2020 r. ostatecznie zablokowało możliwość wybudowania kopalni „Paruszowiec” na terenie dzielnicy Paruszowiec-Piaski i okolic.

## Sport
5 maja 2012 r. na boisku znajdującym się przy ulicy za Torem w dzielnicy Paruszowiec-Piaski, rybnicka drużyna futbolu amerykańskiego Rybnik Thunders rozegrała swój pierwszy mecz w Polskiej Ligi Futbolu Amerykańskiego (PLFA). Na inaugurację sezonu rybnickie „Grzmoty” pokonały 36:19 zespół Silvers Olkusz. W swoim debiutanckim sezonie drużyna z Rybnika występowała w Grupie Południowej 2. ligi PLFA, jej rywalami byli: Tychy Falcons, Saints Częstochowa, Tytani Lublin, Ravens Rzeszów, Silvers Olkusz i Diabły Wrocław.

## Atrakcje i zabytki
Jedną z pozostałości po Hucie Silesia jest osiedle robotnicze, którego pozostałości można zobaczyć nieopodal dawnych zabudowań zakładu. Trójkondygnacyjne, ceglane familoki znajdują się przy ul. Przemysłowej i Słonecznej, na ich zapleczu znajdują się zabudowania gospodarcze. Z kolei przy ul. Ogrodowskiego znajdują się domy robotnicze (obecnie 10 budynków).
W kwietniu 2018 r. w dzielnicy Paruszowiec-Piaski uruchomiona została tężnia solankowa. Inwestycja na miejscu dawnego basenu została zrealizowana w ramach budżetu obywatelskiego. Sercem rybnickiej tężni jest konstrukcja z drewna i gałęzi tarniny, ze spływającą na niej solanką. Całość dopełniają ekrany, chroniące przed nadmiernym nasłonecznieniem i deszczem oraz posadzka z kostki granitowej i betonowej.
W lutym 2019 r. w sąsiedztwie tężni zakończono remont mola, przy stawie rybnym Paruszowiec o powierzchni 12,4 ha, położonego w bezpośrednim sąsiedztwie koryta rzeki Rudy. Wykonawca inwestycji usunął beton, a zamiast niego położył deski kompozytowe, odnowił też otaczającą pomost balustradę. W listopadzie 2019 r. molo zostało rozbudowane o funkcjonalny zjazd, przeznaczony dla osób poruszających się na wózkach inwalidzkich oraz dla rodziców z dziećmi w wózkach. Do tego cały teren otacza sieć nowo powstałych ścieżek pieszo-rowerowych.

## Transport

### Komunikacja miejska
W dzielnicy znajduje się kilka przystanków autobusowych rybnickiej komunikacji miejskiej.

### Transport kolejowy
W rybnickiej dzielnicy Paruszowiec-Piaski znajdują się dwa dworce kolejowe:
- Rybnik Paruszowiec – dworzec aglomeracyjny na linii kolejowej Katowice Ligota – Nędza. Znajduje się na wysokości 247 m n.p.m.[18], wyremontowany pod koniec 2015 r.[19]
- Rybnik Piaski – przystanek kolejowy na wysokości 230 m n.p.m., posiadający bezpośrednie połączenia kolejowe m.in. z Rybnikiem, Żorami, Pszczyną, Czechowicami-Dziedzicami i Bielsko-Białą[20].

## Rada dzielnicy
Przewodniczącym rady dzielnicy Paruszowiec-Piaski, znajdującej się przy ul. Wolnej 17 jest Andrzej Oświecimski, jego zastępcą jest Marek Skorupa. Na czele zarządu dzielnicy znajduje się Helena Szuleka, stanowisko wiceprzewodniczącego pełni Łukasz Cofalik.
Pełny skład rady dzielnicy:
- Ewa Bech
- Elżbieta Bimler-Mackiewicz
- Marek Kowalczyk-Kudziarz
- Bogusława Kowalska
- Justyna Kuczera
- Agnieszka Lazar
- Aldona Oczadły
- Florian Skrzypiec
- Zofia Szymura
- Grażyna Ulman

## Znane osoby związane z dzielnicą
- Ryszard Kucjas – gimnastyk, trener, olimpijczyk, związany z KS Silesia Rybnik,
- Andrzej Wyglenda – żużlowiec,
- Walenty Wilczok – pracownik Huty Silesia, sportowiec, działacz TG „Sokół”, współzałożyciel KS Silesia Rybnik, działacz sportowy, opracował historię sportu rybnickiego,
- Czesław Tarcholik – pracownik Huty Silesia, żołnierz Polskich Sił Zbrojnych na Zachodzie,
- Porucznik Kazimierz Ogrodowski – uczestnik Kampanii Wrześniowej 1939 roku, obrońca Rybnika,
- Helena, Jan, Maksymilian i Wojciech Wolnik – działacze narodowi i patrioci,
- Salomon i Kasper Lachman – właściciele zakładów hutniczych w Paruszowcu w II połowie XIX wieku. Zapoczątkowali produkcję naczyń emaliowanych, znaku rozpoznawczego huty w Paruszowcu[22].